# 永安公主 (后唐)
永安公主（930年代—?），是中国五代十国后唐第二代皇帝明宗李嗣源幼女，王淑妃所生。
李嗣源原把第十三女嫁给了赵延寿。天成三年四月初九甲申（928年5月1日）李嗣源封此女为兴平公主。936年，后唐灭亡，李嗣源长女永宁公主的丈夫石敬瑭建立了后晋，后来，兴平公主也已经去世。946年，赵延寿勾结契丹国皇帝耶律德光，灭亡后晋。947年，耶律德光在汴京改国号辽，耶律德光聽說永安公主有美色，便替赵延寿娶永安公主，作为赵延寿的继室。